# Det islamiske oprør i Syrien
Det islamske oprør i Syrien (arabisk: arabisk: تمرد الإخوان المسلمين; Tamrud al-ʾIḫwān al-Muslimūn; "Det muslimske brorderskabs oprør") var en serie med væbnede oprør mellem 1976 og 1982 udført af sunni-islamister, hovedsagelig medlemmer af Det muslimske broderskab, mod det syriske regime under Ḥāfiẓ al-ʾAsad. Oprøret mod Ba'ath-partiets styre i Syrien blev af styret kaldt "den lange terrorkampagne." Islamisterne angreb både civile og ikke-tjenestegørende soldater, og civile døde også under regimets gengældelsesoperationer. Oprøret førte til kampene i Ḥamā i 1982, hvor mellem 10.000 og 40.000 blev dræbt i byen af den syriske hær. 